# Prometna psihologija
Prometna psihologija se ukvarja z znanstvenim vidikom misli, čustev in obnašanjem voznikov, kar vključuje tudi povezavo med vozniki, vozili ter fizičnim in psihičnim okoljem. Prometna psihologija je sicer dokaj mlado področje v psihologiji, začela se je razvijati šele v 20-ih letih dvajsetega stoletja, vendar imajo njene ugotovitve pomemben vpliv na različnih področjih. Prometna psihologija obsega 6 širših področij: 
- Raziskave vedenja in nezgod
- Preprečevanje nezgod in izboljševanje prometne varnosti
- Raziskave in obravnave pri vprašanjih mobilnosti, transportne ekonomičnosti in načrtovanja
- Načrtovanje, oblikovanje in izdelava vozil
- Psihološka ocena in rehabilitacija
- Železniška in letalska psihologija

## Delo prometnega psihologa
Prometni psihologi se osredotočajo na interakcijo med ljudmi in s prometom povezanim okoljem. Izvajajo različne raziskave, s katerimi ugotavljajo vplive na vožnjo. Od tega kateri faktorji najbolj vplivajo na varno vožnjo, do tega kakšen font pisave mora biti uporabljen za znake ob cesti. Poleg tega opravljajo tudi svetovalno dejavnost. Lahko svetujejo inženirjem in prometnim uradnikom o tem, kakšen psihološki vpliv ima zgraditev nove avtoceste na določeno skupnost, kakšen vpliv imajo obcestne svetilke, semaforji in podobno. Namen posvetovanja glede teh faktorjev je izboljšati uporabnost in povečati stopnjo varnosti za voznike.  Druga zelo pomembna naloga prometnih psihologov je raziskovanje čustvenih, socialnih in kognitivnih vplivov na vedenje v prometu. Ukvarjajo se tudi z izboljšanjem vedenja voznikov in promovirajo dobrodelnost, odgovornost in racionalnost v prometu. Nekateri tudi nudijo psihološko pomoč ljudem, ki so bili udeleženi v prometnih nesrečah, soočeni z agresivnimi vozniki ali pa so kako drugače doživeli stresno/travmatično izkušnjo na cesti.

## Vpliv čustev na vožnjo
Jeza in agresija sta zelo pogosti čustvi na cesti, zaradi številnih dejavnikov.  Jeza ima škodljiv vpliv, na vedenje voznikov, kar so dokazali s številnimi študijami. Najpogosteje se jeza odraža kot reakcija na vožnjo ostalih udeležencev v prometu. Vozniki največkrat postanejo jezni, ko voznik pred njimi zmanjša hitrost vožnje  
Anksioznost pri vožnji je predvsem povezana z osebnostjo voznikov.  Ugotovljeni so bili tako negativni kot tudi pozitivni učinki, ki vplvajo na vožnjo. Anksioznost in skrb vplivata na delovni spomin ter preobremenita voznika, kar je negativna posledica te emocije. Po drugi strani pa ljudje, ki so bolj nagnjeni k doživljanju teh čustev, imajo bolj pozitiven odnos do prometne varnosti ter redkeje tvegajo pri svoji vožnji. 
Žalost ni neposredno povezana z vožnjo, saj nobena prometna situacija ne povzroči žalosti pri voznikih. Je pa posredno povezana saj na vožnjo vpliva, če se s sovoznikom pogovarjamo o stvareh, ki pri ljudeh povzročijo občutek žalosti. V različnih študijah so dali voznikom za poslušati žalostno glasbo med vožnjo in vozniki so poročali, da so postali mirnejši in se niso bili več sposobni osredotočiti na vožnjo, temveč na svoje misli. 
Vpliv pozitivnih emocij na vožnjo, se povezuje predvsem s poslušanjem glasbe med vožnjo. Glasba s hitrejšim ritmom  vzpodbudi pri voznikih navdušenje in jih obda z energijo. Hkrati pa povečanje tempa glasbe, tudi poveča hitrost vožnje, zaradi česar prej pride do nesreč in divje vožnje. Ravno zaradi teh ugotovitev, so se približali ideji, da pozitivna čustva lahko tudi slabo vplivajo na obnašanje voznikov. Z nadaljnjimi študijami so ugotovili, da gre tukaj predvsem za problem multi-taskinga. Ko poslušamo glasbo med vožnjo, nas to sicer obda z občutkom veselja in hkrati še pojemo ali žvižgamo ter skušamo prilagoditi naš tempo vožnje glasbi, vse to pa zmanjša našo pozornost med vožnjo. 

## Prometne nesreče
Prometna nesreča je nesreča, v kateri je bilo udeleženo, na javni cesti ali drugi prometni površini, vsaj eno vozilo v gibanju in v kateri je ena ali več oseb izgubilo življenje, oziroma je bil ena oseba ali več oseb poškodovanih ali je nastala materialna škoda. Največkrat je vzrok prometne nesreče neprilagojena hitrost vožnje in alkoholiziranost voznikov. Pogosti vzroki  so še neupoštevanje prometnih predpisov, izsiljevanje prednosti in nepravilna stran ali smer vožnje. 
V številnih študijah so ugotovili, da je človek kot udeležencev v prometu, največji dejavnik pri nastanku prometnih nesreč. Človekovo obnašanje na cesti je v skladu z razmerami, ki mu jih nudita cesta in prevozno sredstvo ter v skladu z njegovimi normami. Tudi družbeno okolje je zelo pomemben dejavnik, ko pride do prometnih nesreč, saj vpliva predvsem na pozornost voznikov, ki bi morali biti osredotočeni na cesto, ostala vozila in zakonodajo.  
Najpogostejše posledice nesreč v prometu so: 
- Ker se nesreče pogosto zgodijo nepričakovano, povzroči pri preživelih velik šok. Zaradi psihičnega stanja v katerem se znajdejo so lahko njihove reakcije zelo nepredvidljive.
- Nesreče se velikokrat zgodijo na krajih, ki so težko dostopni, zato je reševanje dolgotrajnejše, kot bi bilo sicer. V večjih nesrečah, kjer traja veliko časa, da pridejo reševalci do poškodovancev, se stopnja stresa med udeleženci hitro povečuje. Še hujše pa je, če preživeli vidijo v nesreči mrtve ljudi.
- Nekatere nesreče so katastrofalne in lahko v njih umrejo vsi udeleženci. To je najbolj pogosto pri čelnih trčenjih.
- Pri žrtvah ima dolgotrajen učinek dejstvo, da se je nesreča zgodila bodisi zaradi človeške napake, bodisi zaradi neustreznega obnašanja in ravnanja.
- Preživele pogosto mučijo občutki, da nimajo kontrole nad dogajanjem in občutki nemoči, ki vplivajo na depresivna stanja in sodelovanje v prometu.
- Pogosto je posledica tudi občutek krivde in jeze pri preživelih, še posebej če sta žrtev in povzročitelj v sorodu.

## Razlike v spolu
Ogromno psihologov se ukvarja z odkrivanjem psiholoških vzrokov prometnih nesreč. V študijah je bilo ugotovljeno, da več kot 69% Američanov prevozi rumeno luč ter prekorači dovoljeno hitrost za vsaj 20 km/h.  V ameriški študiji narejeni leta 2004 so opazili, da se agresivna vožnja povezuje predvsem z moškimi vozniki, uporabo prepovedanih substanc in mladostjo. V romunski študiji, narejeni leta 2014, so ugotovili, da ni pomembnih razlik med spoloma pri tendeci za tvegano vedenje v prometu. Študija je bila narejena na osebah starih med 18 in 29 let, zato ne moremo trditi, da pri starejših ljudeh tudi ni razlike med spoloma. Moški se pogosteje ukvarjajo z ekstremnimi športi, njihova vožnja je bolj tvegana in so pogosteje udeleženi v prometnih nesrečah s smrtnim izidom, kot ženske.
Glavne razloge za spremembo v načinu vožnje lahko ravrstimo v tri kategorije, in sicer izpostavljenost, stil vožnje in vozniške sposobnosti. Prva kategorija kaže stopnjo izpostavljenosti voznika v prometu in možnost vključenosti v prometni nesreči. Vključuje tako kvantitaivne podatke, kot na primer pogostost vožnje ter kvalitativne, kot so kdaj, kje, s kom, v kakšnih pogojih oseba vozi. Študije kažejo, da so moški pogosteje izpostavljeni vožnji, kot ženske. Stil vožnje vključuje posameznikove vozniške navade. Najbolj pogost pripomoček za merjenje stila vožnje je vprašalnik voznikovega vedenja (Driver Behaviour Questionnaire). Ta vprašalnik razlikuje  med kršitvami ter napakami pri vožnji.  V literaturi poročajo, da so  moški ter mladi vozniki bolj nagnjeni h kršitvam prometnih predpisov, kot ženske ter starešji vozniki. Hkrati pa tudi osebe, ki pogosteje vozijo večkrat kršijo prometna pravila kot tisti, ki vozijo manj pogosto. V nasprotju pa ženske ter starejši vozniki naredijo več napak pri vožnji, kot moški ter mlajši vozniki.  Vozniške sposobnosti prikazujejo najvišjo stopnjo učinkovitosti v vožnji. V študijah je bilo ugotovljeno, da moški pogosto precenjujejo svoje zaznavno motorične sposobnosti, pri ženskah pa so bolj izrazite sposobnosti za varno vožnjo. 

## Starost in vožnja
Dva najbolj pogosta stereotipa o vplivu starosti na vožnjo sta, da starejši ljudje predstavljajo grožnjo v prometu in da so mladi vozniki cestni »norci«. Psihološke raziskave so pokazale zanimive ugotovitve o osnovnih sposobnostih delovanja starajoče se populacije, ki vplivajo na vožnjo. Kognitivne sposobnosti naj bi s starostjo upadale, medtem ko naj bi se spretnosti, ki temeljijo na znanju, kot so vožnja z dovoljeno hitrostjo, ohranjale in morda celo nekoliko izboljšale. Ostale fluidne sposobosti, kot na primer pravilen pritisk na gas, se s starostjo ne ohranjajo. Starejši vozniki sicer še vedno poznajo mehanizme vožnje, vendar imajo slabše psihomotorične sposobnosti. S starostjo pa vozniki tudi pridobijo  veliko izkušenj, kar jih naredi boljše. Te izkušnje lahko zmanjšajo, oziroma upočasnijo upad kognitivnih sposobnosti stareših voznikov.

## Letalska psihologija
Letalska psihologija se ukvarja z aplikacijo psihološkega znanja o človeku na področje letalstva. Gre za optimizacijo odnosa med letalskimi napravami (v zraku in na tleh) ter ljudmi, ki upravljajo z njimi.  Ukvarja se tudi s proučevanjem psiholoških problemov pri letenju. Letalski psihologi se najbolj osredotočajo na zmanjševanje človeških napak v celotnem sistemu letalstva. Njeni izsledki se uporabljajo za povečanje učinkovitosti in varnosti pri letenju ter za boljšo selekcijo ljudi, ki delajo v letalskem prostoru. Psihologi, ki delajo na tem področju, sodelujejo z letališči in vojsko pri selekciji pilotov. Svoje znanje uporabljajo tudi za ocenjevanje psihološkega stanja potencialnih pilotov. Testirajo jih za različne duševne motnje, kot so na primer depresija, bipolarna motnja, različne anksioznosti ter motnje osebnosti.
Pomembno vprašanje, ki si ga letalski psihologi zastavljajo je: »Kakšna naj bi bila letalska posadka?«. Hkrati se tudi ukvarjajo z vprašanjem, kako razlikovati med usposobljenim pilotom in pilotom strokovnjakom. Razlika naj bi bila v presojanju. Za presojo se največkrat v letalstvu uporabi izraz aeronautical desicion making (sprejemanje odločitev v letalstvu). Na področju letalstva velja, da več ur letenja še ne naredi pilota strokovnjaka, razen v primeru, ko je pilot v teh urah letenja soočen tako z normalnimi kot abnormalnimi izkušnjami, ki vodijo do boljšega presojanja. Na podlagi študije, narejene na univerzi v Ohiu, so ugotovili, da je za strokovno presojanje v letalstvu potrebnih 5 komponent, in sicer izkušnje, reakcija v tveganih situacijah, dinamično reševanje problemov, upravljanje posadke ter vzdrževanje kontrole. 